# علاقات فيتنام الخارجية

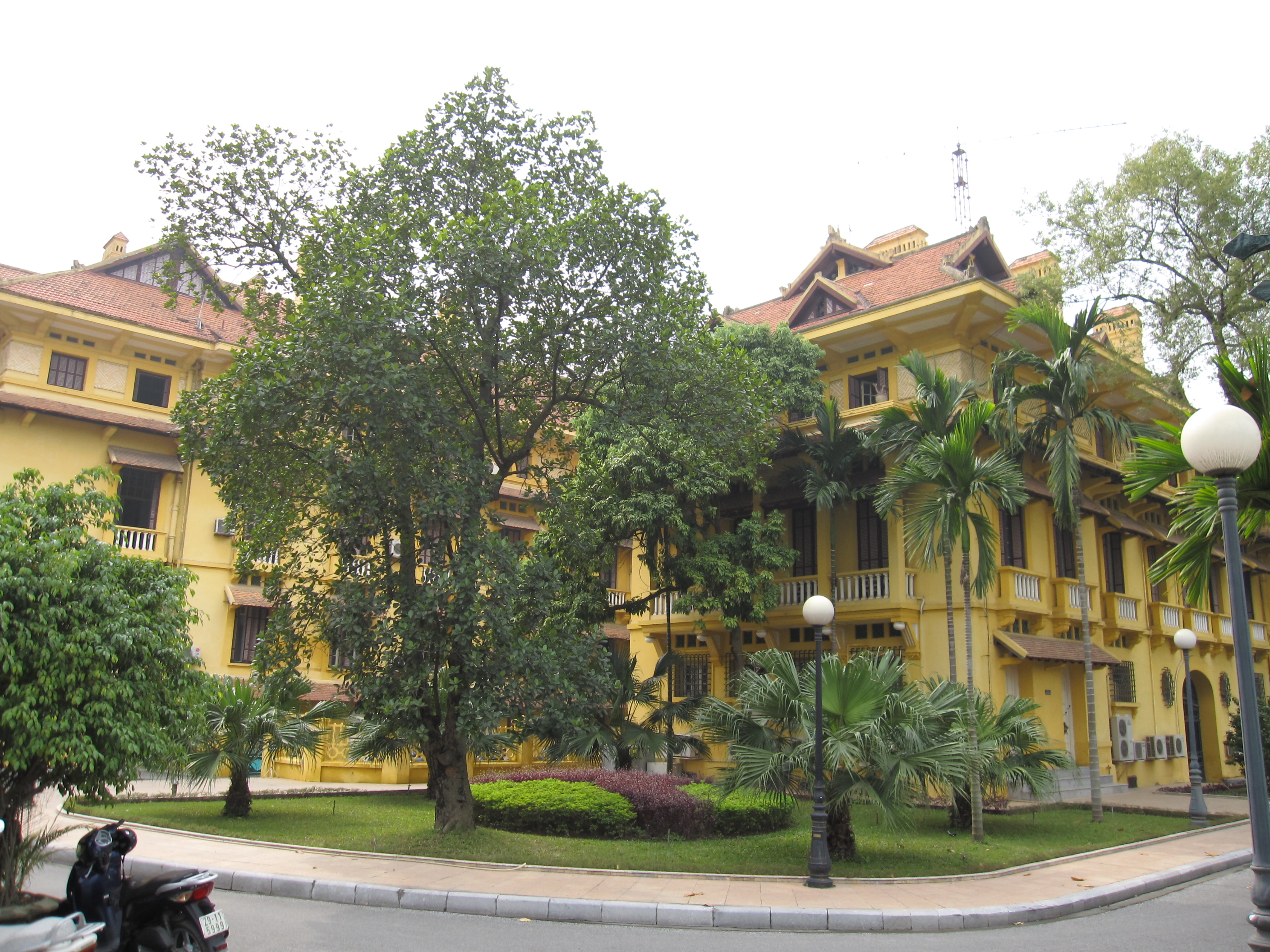

منذ من فبراير 2019، تحتفظ فيتنام (رسميًا جمهورية فيتنام الاشتراكية) بعلاقات دبلوماسية مع 189 دولة في جميع أنحاء العالم، بما في ذلك جميع الدول الأعضاء في الأمم المتحدة والدول المراقبة في الأمم المتحدة ما عدا (1) الدول الأعضاء في الأمم المتحدة ملاوي وجزر الباهاما وتونغا وتوفالو و (2) مراقب الأمم المتحدة الكرسي الرسولي. في عام 2011، أصدرت اللجنة المركزية للحزب الشيوعي الفيتنامي، في الكونغرس الوطني الحادي عشر للحزب الشيوعي الفيتنامي، بيانًا رسميًا حول سياسة فيتنام الخارجية وذكر جزء من البيان: «فيتنام صديقة وشريكة موثوق بها لجميع الدول في المجتمع الدولي، تشارك بنشاط في عمليات التعاون الدولي والإقليمي، وتعمّق وترسّخ وتحافظ على العلاقات الدولية المُنشأة. تبني علاقات مع دول وأقاليم حول العالم، وكذلك مع المنظمات الدولية، مع إظهار: احترام استقلالية الدول لبعضها؛ السيادة والسلامة الإقليمية؛ عدم التدخل في الشؤون الدولية للطرف الآخر؛ عدم استخدام القوة أو التهديد باستخدامها؛ تسوية الخلافات والنزاعات عن طريق المفاوضات السلمية؛ الاحترام المتبادل والمساواة والمنفعة المتبادلة».
اتخذت فيتنام خطوات كبيرة لاستعادة العلاقات الدبلوماسية مع الدول الرئيسية. استُعيدت العلاقات الدبلوماسية الكاملة مع نيوزيلندا التي فتحت سفارتها في هانوي في عام 1995، بينما أنشأت فيتنام سفارة في ويلينغتون عام 2003. أعادت باكستان فتح سفارتها في هانوي في أكتوبر 2000. أعادت فيتنام فتح سفارتها أيضًا في إسلام آباد في ديسمبر 2005 ومكتب تجاري في كراتشي في نوفمبر 2005. تحسنت العلاقات بين الولايات المتحدة وفيتنام في أغسطس 1995، عندما قامت الدولتان بتحديث مكاتب الاتصال التي افتُتحت خلال يناير 1995 متحولةً إلى سفارات، مع قيام الولايات المتحدة لاحقًا بفتح قنصلية عامة في مدينة هو تشي منه، وفتح فيتنام قنصلية في سان فرانسيسكو.

## القضايا الحالية

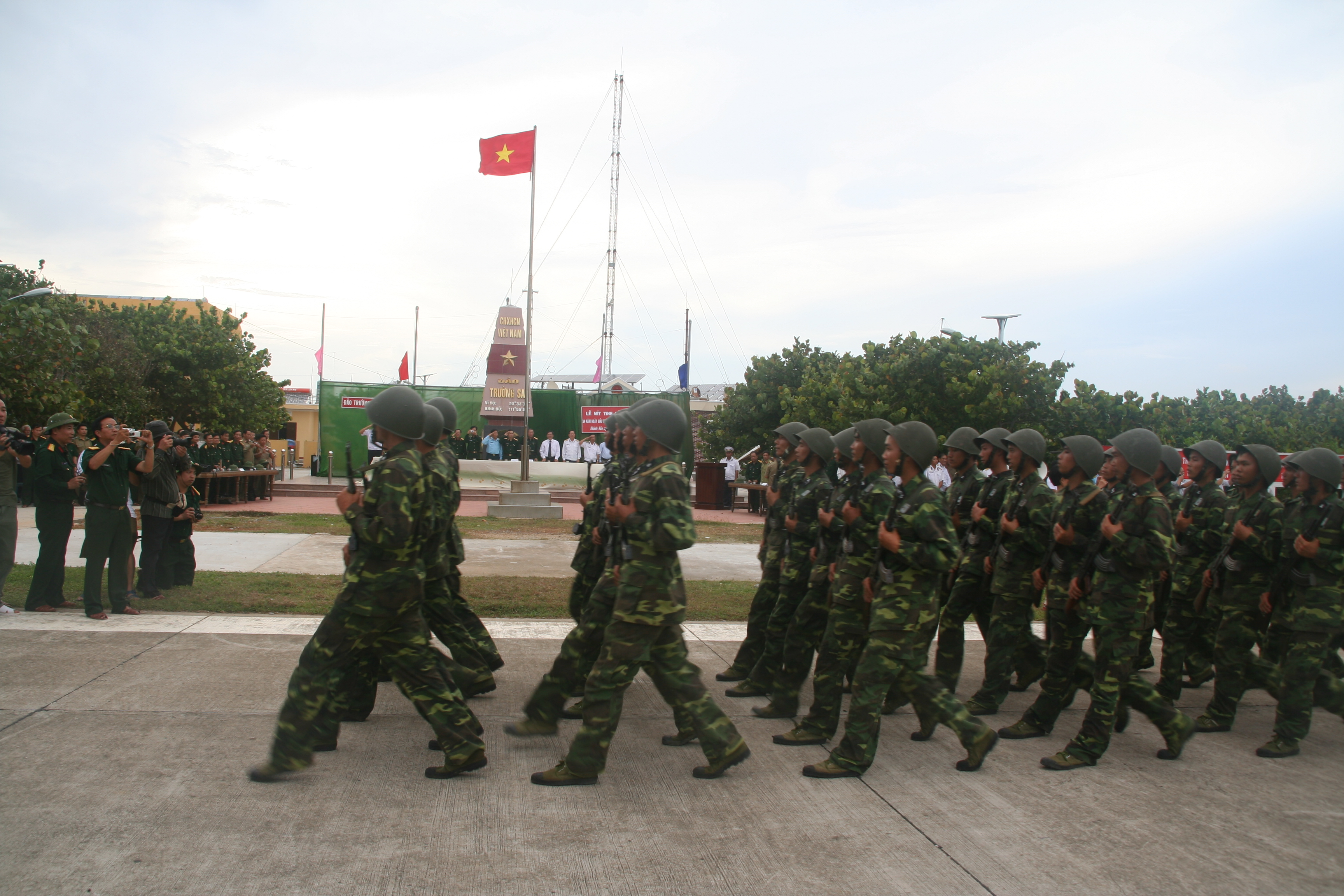
الاستعراض العسكري للجنود الفيتناميين في جزر سبراتلي: تجسيد للنزاع المستمر مع الصين على بحر الصين الجنوبي

في حين بقيت فيتنام خالية نسبيًا من النزاعات منذ أيام كمبوديا، نشأت توترات في الماضي بين فيتنام وجيرانها، خاصة في حالة الصين إذ يؤكد كلا البلدين مطالباتهما بجزر سبراتلي، أرخبيل في منطقة يُحتمل أن تكون غنية بالنفط في بحر الصين الجنوبي. أدت المطالبات المتضاربة على مر السنين إلى مشاحنات مسلحة صغيرة في المنطقة. في عام 1988، قُتل أكثر من 70 جنديًا فيتناميًا خلال مواجهة مع القوات الصينية، عندما احتلت الصين عدة جزر كانت تحت السيطرة الفيتنامية في جزر سبراتلي. أثار تأكيد الصين للسيطرة على جزر سبراتلي وبحر الصين الجنوبي بأكمله مخاوف فيتنام وجيرانها في جنوب شرق آسيا. رُسِمت الحدود الإقليمية بين البلدين بشكل نهائي طبقًا لاتفاقية الحدود البرية الموقعة في ديسمبر 1999، واتفاقية الحدود في خليج تونكين الموقعة في ديسمبر 2000. أعلنت فيتنام وروسيا عن شراكة إستراتيجية في مارس 2001 خلال زيارة هانوي لأول مرة من قبل الرئيس الروسي، في محاولة إلى حد كبير لموازنة مكانة الصين المتنامية في جنوب شرق آسيا.
المنازعات على الصعيد الدولي: الحدود البحرية مع كمبوديا غير محددة؛ تورطت فيتنام في نزاع معقد حول جزر سبراتلي مع جمهورية الصين الشعبية وماليزيا والفلبين وربما بروناي؛ حُددت الحدود البحرية مع تايلند في أغسطس 1997؛ حُلّ النزاع البحري بشأن الحدود مع جمهورية الصين الشعبية في خليج تونكين عام 2000؛ احتلت جمهورية الصين الشعبية جزر باراسيل؛ الجزر البحرية وأجزاء من الحدود مع كمبوديا بقيت في حالة نزاع؛ وُقّع على اتفاقية الحدود البرية مع شعب جمهورية الصين الشعبية في ديسمبر 1999.
العقاقير المحظورة: مُنتِجة ثانوية لنبات الخشخاش المنوّم بمساحة 21 كيلومتر مربع مزروع عام 1999، قادرة على إنتاج 11 طنًا متريًا من الأفيون؛ نقطة عبور ثانوية محتملة في جنوب شرق آسيا للهيروين المتجه إلى الولايات المتحدة وأوروبا؛ تزايُد إدمان الأفيون/الهيروين؛ إنتاج ممكن للهيروين على نطاق صغير.